# Dvouspojková převodovka

Schéma dvouspojkové převodovky (se dvěma spojkami na ose setrvačníku)

Dvouspojková převodovka (DCT, z angl. dual-clutch transmission) je typ vícerychlostního převodového systému vozidel, který používá dvě samostatné spojky pro liché a sudé převodové stupně. Konstrukce je často podobná dvěma samostatným manuálním převodovkám se spojkami v jednom krytu. V osobních a nákladních vozidlech funguje DCT jako automatická převodovka, která pro změnu stupňů nevyžaduje akci řidiče.
První vyrobenou DCT byla automatická převodovka Easidrive představená v roce 1961 u britského vozu Hillman Minx. V 70. letech našla využití u traktorů ve východní Evropě (ovládala se jedním spojkovým pedálem). V roce 1985 následoval závodní vůz Porsche 962 C. V roce 2003 DCT využil Volkswagen Golf R32. Od konce nultých let 21. století se použití dvouspojkových převodovek stále rozšiřovalo a v různých modelech automobilů nahradily hydraulické automatické převodovky.